# سنغافورة في ماليزيا
سنغافورة، رسميًا دولة سنغافورة، كانت واحدة من 14 ولاية في ماليزيا منذ عام 1963 وحتى عام 1965. تشكلت ماليزيا في 16 سبتمبر 1963 عن طريق اندماج اتحاد مالايا مع المستعمرات البريطانية السابقة في شمال بورنيو، وساراواك، وسنغافورة. شهد هذا نهاية الحكم البريطاني الذي دام 144 عامًا في سنغافورة، وبداية تأسيس سنغافورة المعاصرة على يد السير ستامفورد رافلز في عام 1819.
كان الاتحاد غير مستقر بسبب عدم الثقة والخلافات الأيديولوجية بين قادة سنغافورة والحكومة الماليزية الفيدرالية. وكثيرًا ما اختلفوا بشأن التمويل، والسياسة، والسياسات العنصرية. واجهت سنغافورة قيودًا تجاريةً كبيرة على الرغم من الوعود بسوق مشتركة مقابل نسبة كبيرة من عائداتها الضريبية، وانتقمت من خلال حجب القروض عن صباح وساراواك. على الساحة السياسية، دخلت المنظمة الوطنية الملايوية المتحدة ومقرها الملايو وحزب العمل الشعبي الذي يتخذ من سنغافورة مقرًا له، في الساحات السياسية لبعضهما البعض، على الرغم من الاتفاقات السابقة بعدم القيام بذلك. أدى ذلك إلى أعمال شغب عرقية كبيرة في سنغافورة في عام 1964، والتي نُسبت (جزئيًا على الأقل) إلى التحريض من قبل المنظمة الوطنية الملايوية المتحدة وصحيفتها الناطقة بلغة الملايو اوتوسن مليسيا التي كانت تعمل على التمييز الإيجابي لصالح الملايو في سنغافورة.
بلغت ذروتها في قرار رئيس الوزراء الماليزي تونكو عبد الرحمن بطرد سنغافورة من الاتحاد، وفي 9 أغسطس 1965 أصبحت سنغافورة الدولة الأولى والوحيدة حتى الآن التي تحصل على الاستقلال كرهًا. في حين تباينت مساراتهما فيما بعد، فإن البلدين استمرا في التعاون في العديد من المجالات والمنظمات مثل رابطة دول جنوب شرق آسيا (آسيان)، وترتيبات الدفاع القوى الخمس.

## تمهيدًا للاندماج
حاول ساسة سنغافورة، بداية من ديفيد مارشال في عام 1955، التودد مرارًا وتكرارًا إلى تونكو عبد الرحمن للاندماج مع الاتحاد، ولكنه رفضهم مرارًا وتكرارًا. كان اعتبار تونكو الرئيسي الحاجة إلى الحفاظ على التوازن العرقي في الاتحاد، ومركز المنظمة الوطنية الملايوية المتحدة في حزب التحالف، والهيمنة السياسية للملايو. كان نتيجة ضم سنغافورة مع عدد سكانها الصينيين الضخم أن يفوق عدد الصينيين (البالغ عددهم 3,6 مليون) عدد الملايو البالغ عددهم 3,4 مليون في الاتحاد الجديد، ويعرضه «للخطر». 
كان خوفه الأكبر أن تكون سنغافورة مستقلة خارج الاتحاد وخاصة إذا وقعت تحت سيطرة حكومة معادية. كجزء من إنهاء الاستعمار وزيادة فك الارتباط البريطاني عن مالايا، أدت المحادثات الدستورية حول الحكم الذاتي لسنغافورة بين المكتب الاستعماري البريطاني في لندن والجمعية التشريعية السنغافورية إلى دستور دولة سنغافورة لعام 1958، وانتخاب جمعية تشريعية بالكامل، تتمتع بالحكم الذاتي من 51 مقعدًا في عام 1959. وأعرب تونكو عن قلقه من أن تمنح الجولة القادمة من المحادثات الدستورية سنغافورة مزيدًا من الاستقلال وأن تضع الجزيرة بعيدة عن متناوله أو متناول بريطانيا؛ على حد تعبير المسؤولين البريطانيين عن ذلك، إذ إن «ستارة الباتيك» كانت لتهبط على مضيق جوهر، وتجمع بعدها العناصر السياسية وربما «كوبا الشيوعية» قوتها. أصبح هذا الخوف حقيقيًا على نحو متزايد بالنسبة إلى تونكو بعد 29 أبريل 1961 عندما هزم أونغ إنج غوان من حزب الشعب المتحد اليساري مرشح حزب العمل الشعبي في انتخابات هونغ ليم الفرعية.
كان تونكو قلقًا أيضًا بشأن إندونيسيا، العملاق الملاوي الإقليمي الآخر، الذي أصبح قوميًا وتوسعيًا في ظل حكم سوكارنو الذي أسس الديمقراطية الموجهة، واتخذ إجراءات إقليمية مثل تحرير غينيا الجديدة الغربية وكونفرونتاسي (المعروف أيضًا باسم مواجهة بورنيو).
مع وضع هذه الاعتبارات في الحسبان، وعلى الرغم من أنها لم تكن واضحةً في ذلك الوقت، فقد كان تونكو يفكر بالفعل في الاندماج منذ يونيو 1960. في اجتماع لرؤساء وزراء الكومنولث، ذكر للورد بيرث من المكتب الاستعماري أنه منفتح على الاندماج إذا كان من الممكن تقديم «خطة كبرى» ليس فقط لسنغافورة ولكن أيضًا لبورنيو البريطانية كنوع من الصفقة الشاملة. وذلك لن يفيد بشكل كبير الإقليم والموارد والسكان الخاضعين لسيطرته فحسب، بل إن الجمع بين الشعوب الأصلية في بورنيو وشبه جزيرة الملايو (يُطلق عليهما مجتمعتين اسم بوميبوتيرا ) من شأنه أن يوازن الأعداد المتزايدة من الصينيين السنغافوريين.
في 27 مايو 1961 في رابطة المراسلين الأجانب لجنوب شرق آسيا أعلن تونكو أن الارتباط الوثيق بين مالايا وسنغافورة وأراضي بورنيو كان احتمالًا واضحًا. علاوة على ذلك، لم يكن يدعو فقط إلى اتحاد جمركي، بل إلى اتحاد كامل في كيان سياسي واحد، وهو اتحاد ماليزيا.

### اتفاق ماليزيا
تشمل الأحكام الخاصة بسنغافورة ما يلي:
- تحتفظ سنغافورة بسيطرتها على التعليم والعمل. يخضع الدفاع والشؤون الخارجية والأمن الداخلي لسلطة الحكومة الفيدرالية.[12]
- تحصل سنغافورة على 15 مقعدًا فقط في البرلمان الفيدرالي بدلًا من 25 مقعدًا (وفقًا لحجم جمهورها الانتخابي) مقابل هذا الحكم الذاتي المتزايد.[12]
- تدفع سنغافورة 40% من إجمالي إيراداتها للحكومة الفيدرالية. يُصرف قرضٌ بقيمة 150 مليون دولار لأراضي بورنيو، يكون ثلثاه دون فوائد لمدة خمس سنوات. تُنفذ السوق المشتركة على مدى اثنتي عشرة سنة.[13][14]
- يصبح مواطنو سنغافورة مواطنين ماليزيين مع احتفاظهم بالجنسية السنغافورية، لكن يمكنهم التصويت فقط في سنغافورة.[15]

## الاندماج
كان من المقرر أن يتزامن الاندماج مع يوم الاستقلال الرسمي لماليزيا في 31 أغسطس 1963. لكن تونكو عبد الرحمن أجلها إلى 16 سبتمبر 1963، لأن الاعتراضات الإندونيسية على تشكيل ماليزيا دفعت بعثة الأمم المتحدة للذهاب إلى بورنيو وساراواك للتأكد من أنهما تريدان الاندماج حقًا.
ومع ذلك، في 31 أغسطس 1963 (يوم ماليزيا الأصلي)، وقف لي كوان يو أمام حشد في بادنج في سنغافورة وأعلن استقلال سنغافورة من جانب واحد. في 16 سبتمبر 1963، والذي يصادف عيد ميلاد لي الأربعين، وقف مرة أخرى أمام حشد من الناس في بادنج وهذه المرة أعلن سنغافورة جزءًا من ماليزيا. تعهد لي بالولاء للحكومة المركزية، وتونكو وزملائه، وطالب «أن تكون العلاقة مشرفة بين الولايات والحكومة المركزية، وعلاقة إخوة، آملًا ألا تكون العلاقة علاقة سادة وخدم».

## ما بعد الاندماج

### الخلاف الاقتصادي
كان هناك خلافات بين حكومة سنغافورة والحكومة الفيدرالية على الجبهة الاقتصادية. كجزء من اتفاق ماليزيا، وافقت سنغافورة على المساهمة بنسبة 40% من إجمالي إيراداتها للحكومة الفيدرالية وقدمت قروضًا دون فوائد إلى حد كبير لصباح وساراواك، مقابل إنشاء سوق مشتركة. ومع ذلك، في يوليو 1965 اقترح وزير المالية الماليزي تان سو سين رفع المساهمة إلى 60%، ولمّح إلى «أنه ما لم توافق سنغافورة على دفع المزيد، فظهور السوق المشتركة سيكون بطيئًا».  رفض وزير المالية السنغافوري الدكتور غوه كنغ سوي ذلك، واتهم كوالالمبور بفرض رسوم جمركية على المنتجات المصنوعة في سنغافورة. اختلف الجانبان أيضًا حول إصدار القرض، لكنهما اتفقا على إحالة هذه المسألة إلى البنك الدولي للتحكيم.

### الخلاف السياسي
أعربت الحكومة الماليزية الفيدرالية، التي هيمنت عليها المنظمة الوطنية الملايوية المتحدة، عن قلقها من بقاء سنغافورة في الاتحاد، لأن بقاءها يعني تقويض سياسة بوميبوتيرا للتمييز الإيجابي لصالح الملايو والسكان الأصليين، وبالتالي تتعارض مع جدول أعمالها لمعالجة الفوارق الاقتصادية بين الجماعات العرقية. أحد المخاوف الرئيسية أن حزب العمل الشعبي استمر في تجاهل هذه الفوارق في تعهداته المتكررة «لماليزيا الماليزية» - المعاملة المتساوية لجميع الأجناس في ماليزيا من قبل الحكومة والتي ينبغي أن تخدم المواطنين الماليزيين دون أي اعتبار للظروف الاقتصادية لأي عرق بعينه. وثمة عامل آخر أسهم في ذلك، وهو الخوف من أن تؤدي الهيمنة الاقتصادية لميناء سنغافورة إلى تحويل السلطة السياسية بعيدًا عن كوالالمبور في الوقت المناسب، إذا ظلت سنغافورة في الاتحاد.